# شرکت تولید موتورهای دیزل ایران
شرکت تولید موتورهای دیزل ایران یا به‌اختصار ایدم، (به انگلیسی: I.D.E.M. :Iranian Diesel Engine Manufacturing) یک شرکت تولیدکنندهٔ موتورهای دیزلی در منطقه صنعتی غرب تبریز می‌باشد که پیش‌تر به‌طور کامل متعلق به ایران خودرو دیزل بود اما اکنون کاملاً واگذار شده‌است. این شرکت در سال ۱۳۵۰ با سرمایه‌گذاری شراکتی ایران‌ناسیونال (۷۰٪) و دایملربنز آلمان (۳۰٪) به بهره‌برداری رسید. نشان این شرکت نیز نشان مرسدس بنز است. این شرکت سالانه بیش از ۱۲٬۰۰۰ دستگاه موتور دیزلی تولید می‌کند. این شرکت در سال ۱۳۸۸ به‌عنوان واحد نمونهٔ صنعتی آذربایجان شرقی انتخاب شد.

## آموزش
ایدم دارای دانشگاه علمی کاربردی در مقاطع کاردانی، کارشناسی و کارشناسی‌ارشد می‌باشد. رشته مکانیک خودرو این دانشگاه را از نظر سطح علمی اساتید و کارگاه‌های آن می‌توان بهترین رشته علمی کاربردی به‌ویژه در زمینه موتورهای دیزلی دانست. این دانشگاه، جذب دانشجو در رشته طراحی و بهینه‌سازی موتورهای دیزلی در مقطع کارشناسی ارشد را نیز در کارنامه خود دارد.

## محصولات اصلی
محصولات اصلی این شرکت به شرح زیر است:
- شرکت ایدم از زیر مجموعه‌های شرکت ایران خودرو دیزل بود و هم اکنون با دارا بودن بیش از ۷۰۰ نیروی انسانی توانمندی و ظرفیت تولید موتورهای سری ۳۰۰ شامل ۳۱۲، ۳۶۳، ۳۵۲ و ۳۵۵ برای نصب در انواع محصولات مینی‌بوس، کامیونت، کامیون و اتوبوس را دارد.
- موتورهای جدید ۴۵۷ که به موتورهای سبز مشهورند و بر روی اتوبوس‌ها و کامیون‌های تولیدی شرکت ایران خودرو دیزل نصب می‌شوند. در ساخت این موتورها الزامات استانداردهای آلایندگی EuroII و EuroIII رعایت شده‌است.
- تولیدی شدن این موتورها به همراه توانمندی و ظرفیت‌های منحصر به‌فردی که برای تولیداتی مانند گیربکس، محور، قطعات خاور و... در ایران خودرو دیزل وجود دارد ، قابل توجه می‌باشد.
- در این شرکت امکان تولید و تحویل موتور با سطح استاندارد یورو ۵ نیز میسر می‌باشد.
- موتورهای سری ۹۰۰ جدید از نوع موتورهای سبز که تولید آزمایشی آن‌ها انجام گرفته و آمادهٔ تولید انبوه می‌باشند.
- موتورهای تیپ ۳۵۲ که قابلیت نصب بر روی کامیون‌ها و کمپرسور را دارند.
- مدل گازسوز موتورهای یاد شده.
- موتورهایی با کاربرد صنعتی و کشاورزی.